# Ceratobunoides
Genre
Ceratobunoides est un genre d'opilions eupnois de la famille des Sclerosomatidae.

## Distribution
Les espèces de ce genre se rencontrent en Asie du Sud-Est.

## Liste des espèces
Selon World Catalogue of Opiliones (09/05/2021) :
- Ceratobunoides bandarensis Roewer, 1955
- Ceratobunoides sumatranus Roewer, 1923

## Publication originale
- Roewer, 1923 : Die Weberknechte der Erde. Systematische Bearbeitung der bisher bekannten Opiliones. Gustav Fischer, Jena, p. 1-1116 (texte intégral).